# Фигурное катание на зимних Олимпийских играх 1994

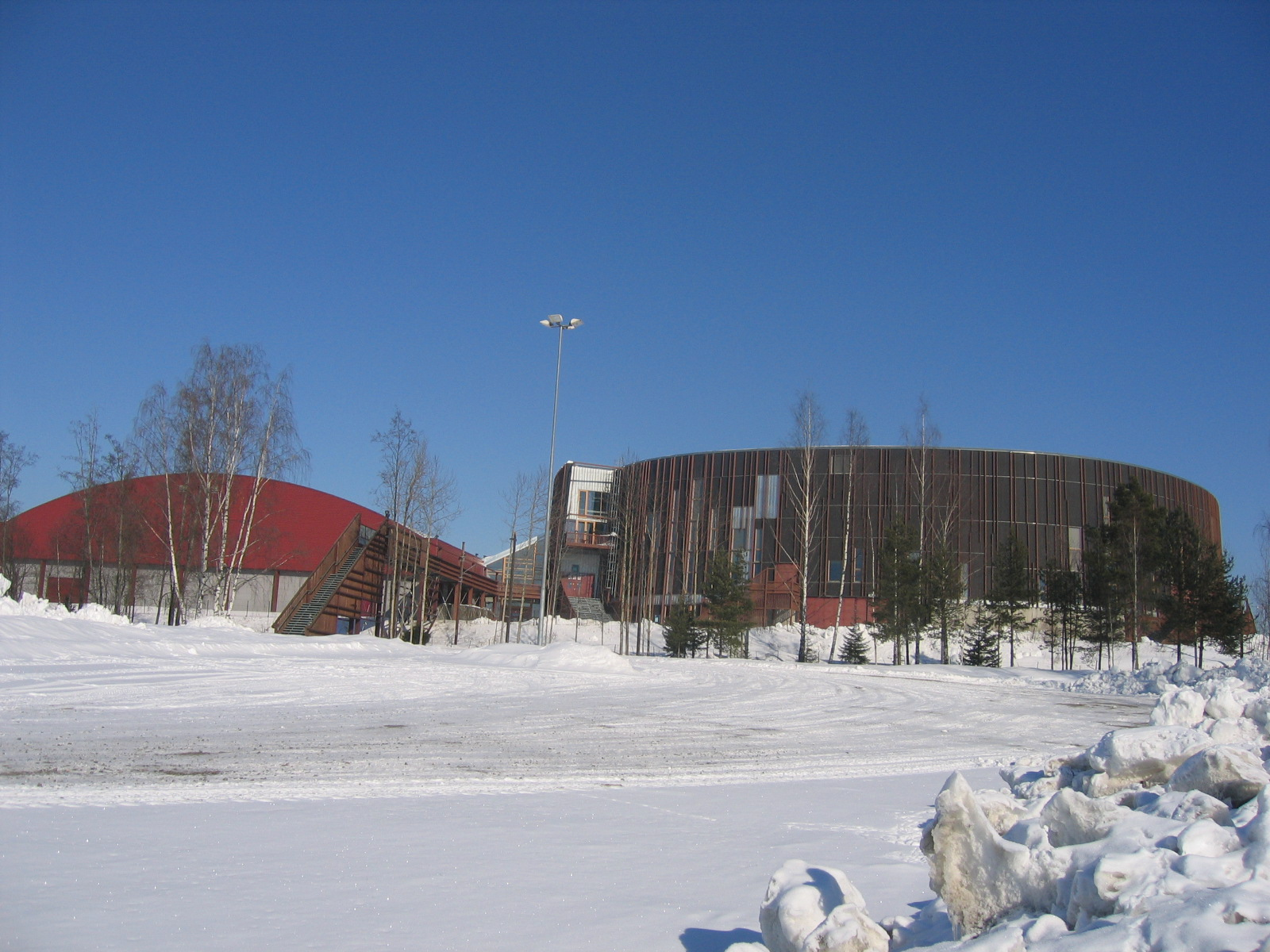
«Нордлюсхаллен» снаружи.

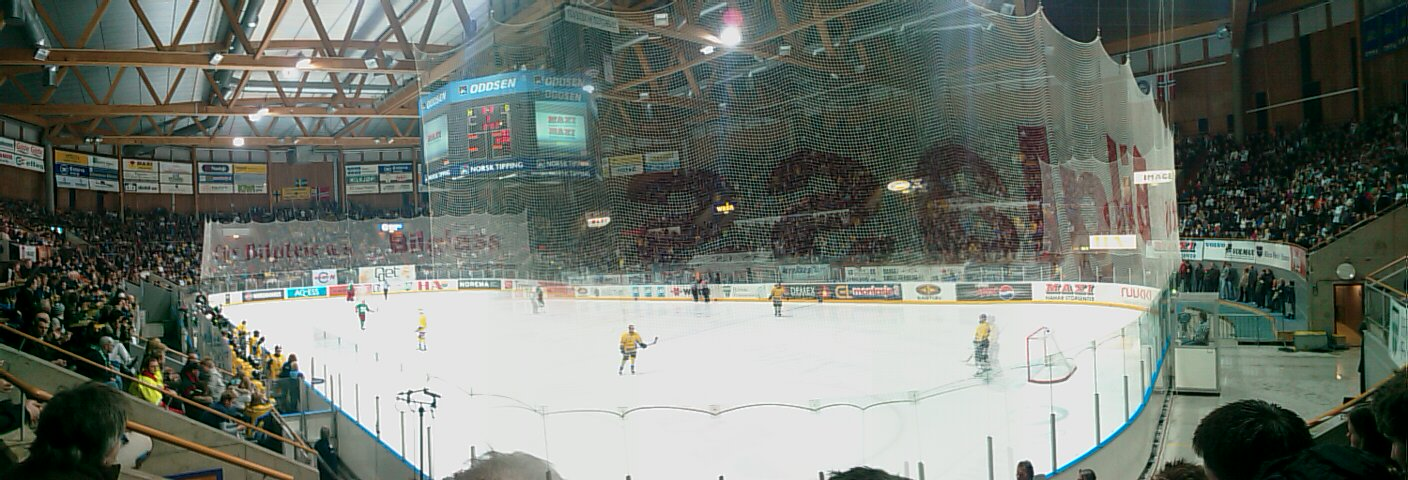
«Нордлюсхаллен» внутри.

Соревнования по фигурному катанию на зимних Олимпийских играх 1994 года прошли с 13 по 25 февраля в норвежском Хамаре, на катке «Нордлюсхаллен».

## Участники
Впервые бывшие советские республики участвовали в зимней Олимпиаде в качестве отдельных команд.
Произошли изменения в правилах: профессионалам разрешили «вернуть» себе любительский статус и принять участие в олимпийских играх. Это позволило вернуться известному танцевальному дуэту из Великобритании — Джейн Торвилл и Кристоферу Дину, а также спортивным парам Гордеева—Гриньков и Мишкутёнок—Дмитриев.

### Представительство по странам
Всего в Олимпийских играх приняли участие 129 фигуристов (63 мужчины и 66 женщин) из 28 стран (в скобках указано количество фигуристов от страны):
| - Австралия (2) - Беларусь (5) - Болгария (1) - Венгрия (3) - Великобритания (6) - Германия (10) - Дания (1) - Израиль (1) - Испания (1) - Казахстан (2) | - Канада (13) - Китай (4) - Латвия (3) - Литва (2) - Польша (3) - Россия (15) - Румыния (2) - США (14) - Узбекистан (4) | - Украина (10) - Финляндия (3) - Франция (9) - Чехия (8) - Швейцария (1) - Эстония (1) - ЮАР (1) - Республика Корея (2) - Япония (4) |

## Общий медальный зачёт

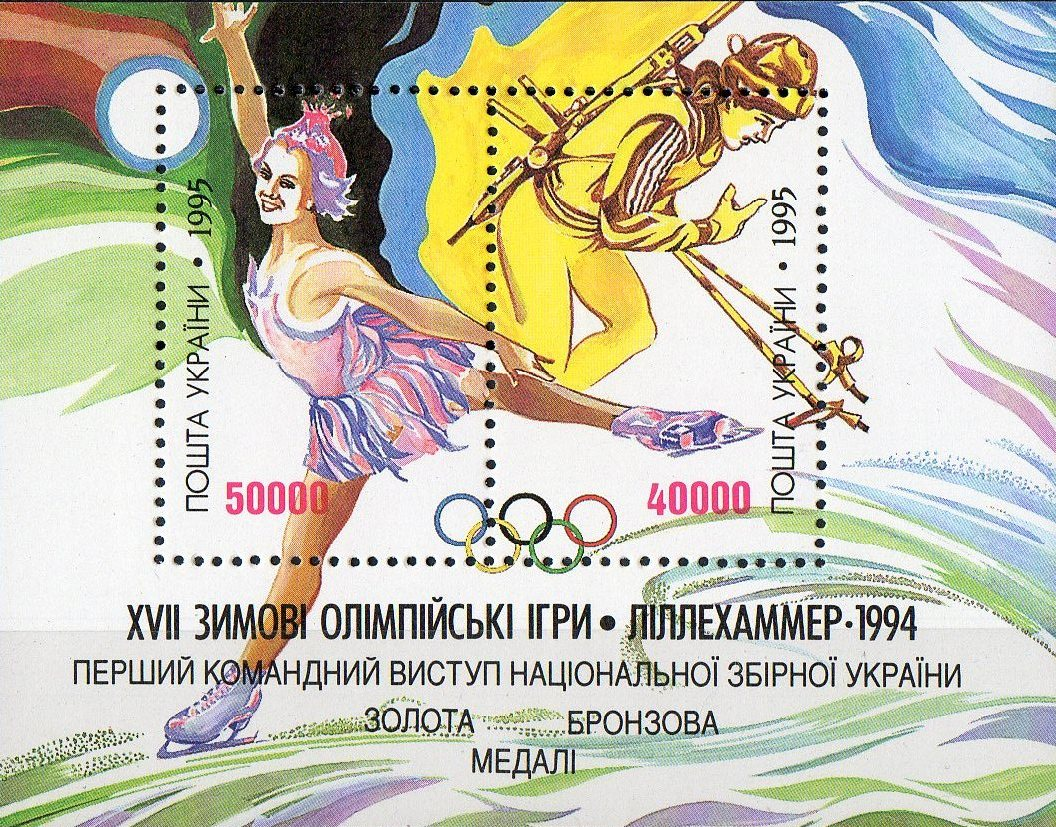
В честь победы фигуристки Оксаны Баюл и «бронзы» биатлонистки Валентины Цербе на Украине была выпущена почтовая марка.

Наибольшее количество призовых мест — пять — завоевала Россия. Оксана Баюл принесла первую в истории олимпийскую медаль Украине как независимому государству.
| Место | Страна         | Золото | Серебро | Бронза | Всего |
| ----- | -------------- | ------ | ------- | ------ | ----- |
| 1     | Россия         | 3      | 2       | 0      | 5     |
| 2     | Украина        | 1      | 0       | 0      | 1     |
| 3     | Канада         | 0      | 1       | 1      | 2     |
| 4     | США            | 0      | 1       | 0      | 1     |
| 5     | Китай          | 0      | 0       | 1      | 1     |
| 5     | Франция        | 0      | 0       | 1      | 1     |
| 5     | Великобритания | 0      | 0       | 1      | 1     |

## Медалисты
| Дисциплина                | Золото                                        | Серебро                                      | Бронза                                         |
| Мужское одиночное катание | Алексей Урманов Россия                        | Элвис Стойко Канада                          | Филипп Канделоро Франция                       |
| Женское одиночное катание | Оксана Баюл Украина                           | Нэнси Керриган США                           | Чэнь Лу Китай                                  |
| Парное катание            | Россия · Екатерина Гордеева · Сергей Гриньков | Россия · Наталья Мишкутёнок · Артур Дмитриев | Канада · Изабель Брассёр · Ллойд Айслер        |
| Танцы на льду             | Россия · Оксана Грищук · Евгений Платов       | Россия · Майя Усова · Александр Жулин        | Великобритания · Джейн Торвилл · Кристофер Дин |

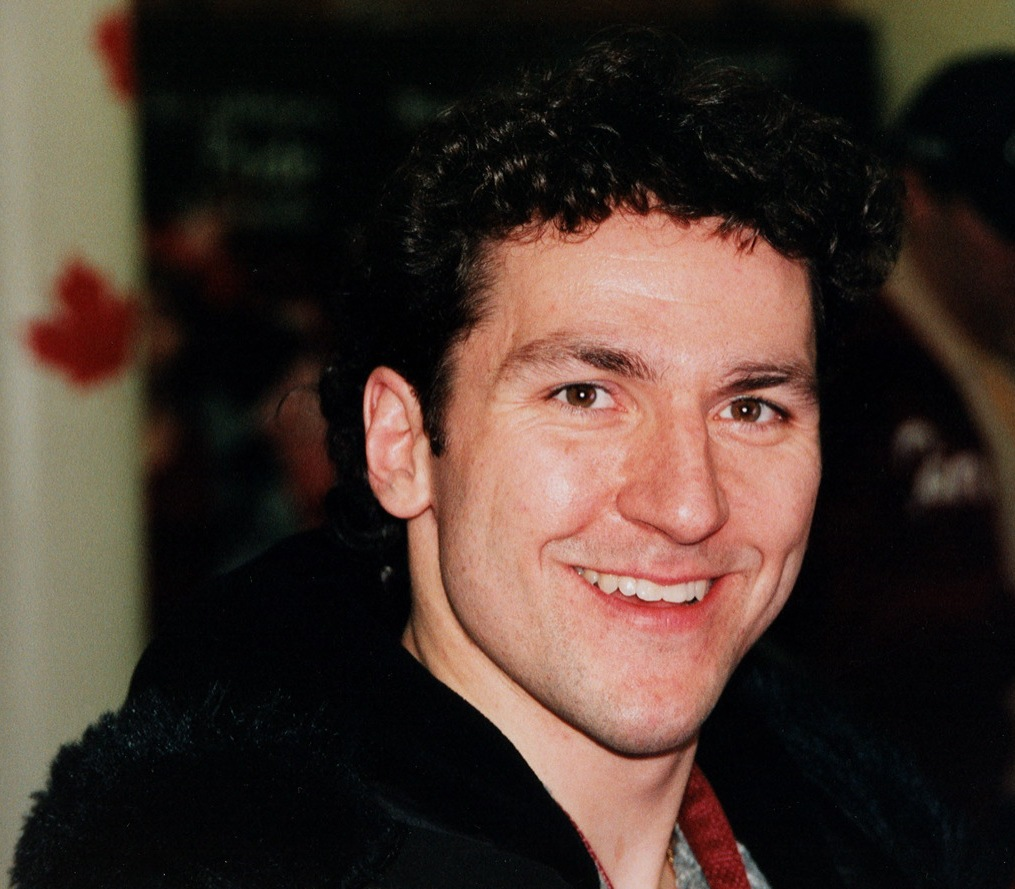
Канадец Элвис Стойко — серебряный призёр Олимпиады 1994

Представительница одесской школы, подопечная Галины Змиевской Оксана Баюл короткую программу катала под «Лебединое озеро» Чайковского, ошиблась при исполнении каскада и после короткой занимала второе место, на первом шла Нэнси Керриган. На тренировке перед произвольной программой Баюл получила травму: немка Таня Шевченко повредила ей коньком ногу, пришлось накладывать швы. Тем не менее, Баюл исполнила произвольную программу настолько безупречно и артистично, что судьи поставили ей очень высокие оценки. Спор между Баюл и Кэрриган был решён буквально одним судейским голосом (немца Яна Хоффмана, чемпиона мира в одиночном катании, в короткой программе он поставил вперед Керриган, а в произвольной Баюл.Остальные судьи своего мнения по ходу двух программ не меняли). Китаянка Чэнь Лу катала короткую программу под музыку «Clair de lune» из «Бергамасской сюиты» Дебюсси, а произвольную — под музыку Дзё Хисаиси из аниме «Навсикая из Долины ветров».
Представитель петербургской школы, воспитанник Алексея Мишина Алексей Урманов чисто исполнил все элементы, выиграл и короткую, и произвольную программу, сделав восемь тройных прыжков, в том числе два тройных акселя.

## Показательные выступления
На показательные выступлениях Оксана Баюл показала программу «Лебедь»,

## Факты
- В соревнованиях по фигурному катанию на XVII зимних Олимпийских Играх принимали фигуристы из Европы, Северной Америки, Азии, Австралии с Океанией и Африки, которые вернулись на зимние Олимпийские игры через 34 года.
- Самой молодой фигуристкой на Олимпиаде-1994 была Елена Белоусовская с Украины выступающая в спортивной паре с Игорем Маляром, ей было на тот момент всего 13 лет и 98 дня.
- Самой старшей фигуристкой на Олимпиаде-1994 была Джейн Торвилл из Великобритании, выступающий в танцевальной паре с Кристофером Дином, ей было 36 лет и 135 дней.
- Немногочисленная спортивная делегация Израиля на XVII зимних Олимпийских Играх состояла только из фигуристов.
- Половина немногочисленных спортивных делегаций из ЮАР и Литвы на XVII зимних Олимпийских Играх состояли из фигуристов.
- Немногочисленная спортивная делегация Узбекистана на XVII зимних Олимпийских Играх более чем на половину состояла из фигуристов.
- На данной олимпиаде состоялся дебют тогда ещё молодой фигуристки в составе команды Беларуси Татьяны Навки